# Cameron Smith (golf)
Pour les articles homonymes, voir Cameron Smith.

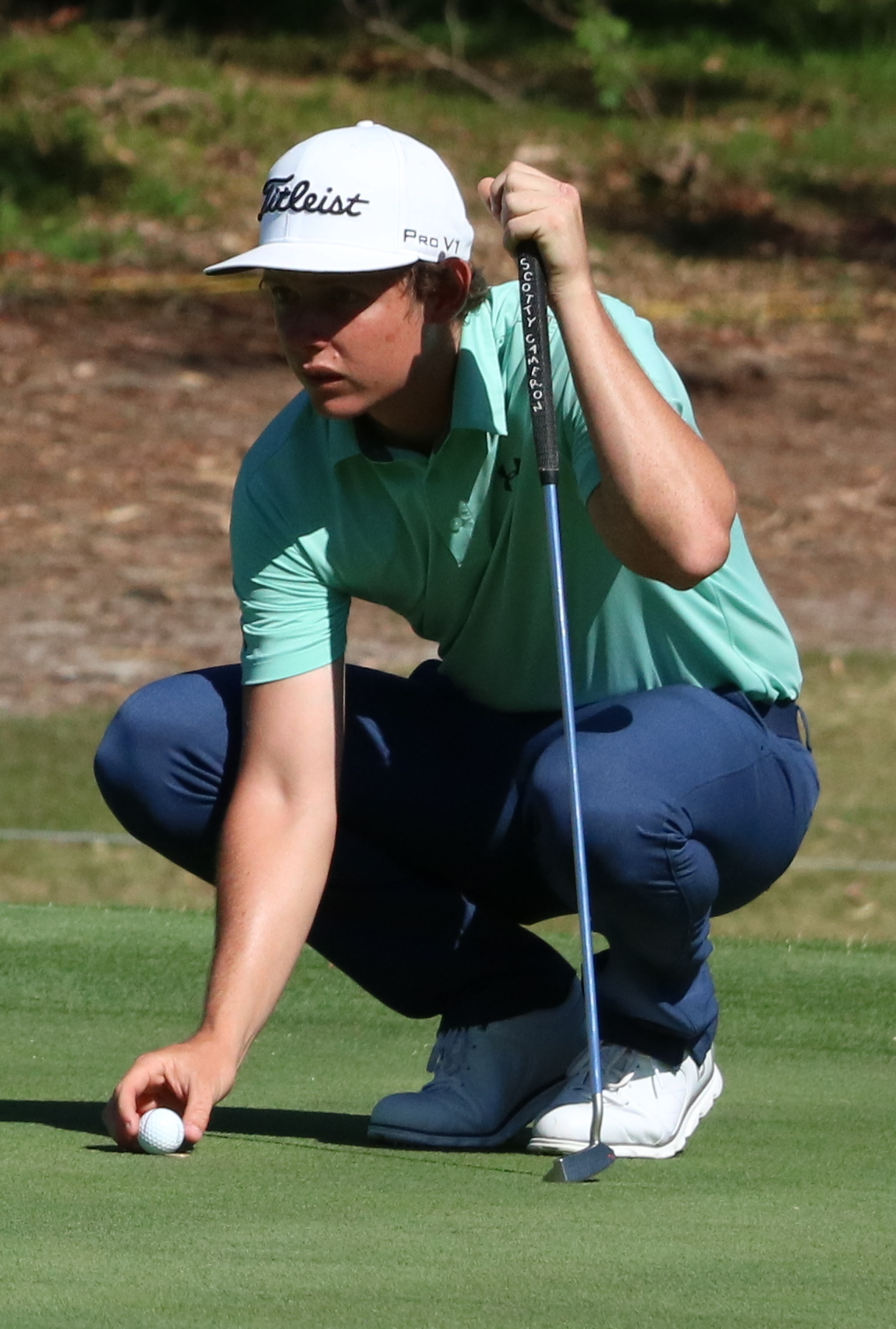

Cameron Smith, né le 18 août 1993 à Brisbane, est un golfeur australien. Il prend aux circuits de la PGA Tour of Australasia et PGA Tour, et compte huit succès professionnels dont le prestigieux Open britannique en 2022.

## Biographie
Cameron Smith est né à Brisbane dans l'État du Queensland en Australie. il y grandit dans les pas de son père, joueur de golf, Des Smith. Il devient professionnel de golf en 2013 et déclare alors que son but est d'être le meilleur joueur du monde. Il est entraîné par Grant Field depuis 2013 qui est payé 90 dollars de l'heure, tout aussi humble que Smith.
Il intègre dans un premier temps le circuit PGA Tour of Australasia et le circuit asiatique « Asian Tour », et se révèle en décrochant une quatrième place à l'Open américain 2015 au cours duquel il réalise un eagle au 18 au 72e trou à deux coups du vainqueur Jordan Spieth. Cette performance lui permet alors d'intégrer à plein temps le circuit « PGA Tour » à compter de l'année 2016.
Il s'impose le 17 juillet 2022 à l'Open britannique en s'adjugeant le record de l'Old Course (-20) que détenait Tiger Woods depuis 2000. Il réalise cette année 2022 de nombreuses performances de premier plan avec une victoire au Players Championship (considéré comme le cinquième majeur de la saison) et une troisième place au Masters d'Augusta. Cette série de performance lui permet d'atteindre le deuxième rang mondial le 18 juillet 2022 derrière l'Américain Scottie Scheffler. Bien qu'il compte quatre coups de retard lors de la dernière journée sur le leader Rory McIlroy, Smith s'impose avec un coup d'avance sur Cameron Young. Le dernier Australien a s'être imposé à l'Open britannique était Greg Norman il y a vingt-huit ans.

## Palmarès

### PGA Tour
| Catégorie        | Nombre de tournois remportés |
| ---------------- | ---------------------------- |
| Tournois majeurs | 1                            |
| Total            | 6                            |

| no | Date            | Tournoi                                          | Score | Score | Score | Score | Score | Score        | Score       | Avance  | Second(s)                         |
| no | Date            | Tournoi                                          | T1    | T2    | T3    | T4    | Bar   | Coups totaux | Score final | Avance  | Second(s)                         |
| -- | --------------- | ------------------------------------------------ | ----- | ----- | ----- | ----- | ----- | ------------ | ----------- | ------- | --------------------------------- |
| 1. | 1er mai 2017    | Zurich Classic of New Orleans avec Jonas Blixt   | 67    | 62    | 68    | 64    | -     | 261          | -27         | Playoff | Scott Brown Kevin Kisner          |
| 1. | 12 janvier 2020 | Sony Open d'Hawaï                                | 70    | 65    | 66    | 68    | -     | 269          | -11         | Playoff | Brendan Steele                    |
| 1. | 25 avril 2021   | Zurich Classic of New Orleans avec Marc Leishman | 63    | 72    | 63    | 70    | -     | 268          | -20         | Playoff | Louis Oosthuizen Charl Schwartzel |
| 1. | 9 janvier 2022  | Tournoi des champions SBS                        | 69    | 71    | 69    | 66    | -     | 275          | -13         | 1 coup  | Jon Rahm                          |
| 1. | 14 mars 2022    | The Players Championship                         | 69    | 71    | 69    | 66    | -     | 275          | -13         | 1 coup  | Anirban Lahiri                    |
| 1. | 17 juillet 2022 | Open britannique                                 | 67    | 64    | 73    | 64    | -     | 268          | -20         | 1 coup  | Cameron Young                     |

### Circuit européen
| Catégorie        | Nombre de tournois remportés |
| ---------------- | ---------------------------- |
| Tournois majeurs | 1                            |
| Total            | 3                            |

| no | Date            | Tournoi                     | Score | Score | Score | Score | Score | Score        | Score       | Avance  | Second(s)     |
| no | Date            | Tournoi                     | T1    | T2    | T3    | T4    | Bar   | Coups totaux | Score final | Avance  | Second(s)     |
| -- | --------------- | --------------------------- | ----- | ----- | ----- | ----- | ----- | ------------ | ----------- | ------- | ------------- |
| 1. | 3 décembre 2017 | Australian PGA Championship | 68    | 67    | 67    | 68    | -     | 270          | -18         | Playoff | Jordan Zunic  |
| 2. | 2 décembre 2018 | Australian PGA Championship | 70    | 65    | 67    | 70    | -     | 272          | -16         | 2 coups | Marc Leishman |
| 3. | 17 juillet 2022 | Open britannique            | 67    | 64    | 73    | 64    | -     | 268          | -20         | 1 coup  | Cameron Young |

### Résultats dans les compétitions principales
| Tournament            | 2015 | 2016 | 2017 | 2018 |
| --------------------- | ---- | ---- | ---- | ---- |
| Masters               |      | T55  |      | T5   |
| Open américain        | T4   | T59  |      | CUT  |
| Open britannique      |      |      | CUT  | 78   |
| Championnat de la PGA | T25  |      | CUT  | T56  |

| Tournament            | 2019 | 2020 | 2021 | 2022 |
| --------------------- | ---- | ---- | ---- | ---- |
| Masters               | T51  | T2   | T10  | T3   |
| Championnat de la PGA | T64  | T43  | T59  | T13  |
| Open américain        | T72  | T38  | CUT  | CUT  |
| Open britannique      | T20  | NT   | T33  | 1    |

CUT = Cut non passé

NT = Pas de tournoi en raison du COVID-19

## Personnalité
Cameron Smith détonne par son look « entre le redneck et le chanteur de pop australienne des années 80 », portant notamment une coupe mulet assortie d'une moustache.
Il grandit à Brisbane et est un passionné de rugby à XIII supportant notamment les Broncos de Brisbane au point de suivre en direct une rencontre durant un point de presse.